# Белозеров, Анатолий Нилович
Анато́лий Ни́лович Белозе́ров — российский и советский инженер-технолог, один из инициаторов создания и идеологов Северного кружка любителей изящных искусств (СКЛИИ), автор устава СКЛИИ, организатор I Вологодской художественной выставки (1905 год), один из авторов издания кружка — «Временника».
Происходит из старинного вологодского купеческого рода Белозеровых. В 1895 году окончил Вологодское реальное училище, затем Харьковский технологический институт. Работал в Санкт-Петербурге, жил попеременно в Петербурге и Вологде. Находился под негласным надзором полиции.
Идея об объединении вологодских художников возникала с 1902 года у А. Н. Белозерова и художницы А. Н. Каринской. Первым шагом стало проведение I Художественной выставки, которая была открыта в Вологде с 25 марта по 15 апреля 1905 года.
А. Н. Белозеров осуществлял отбор картин в Санкт-Петербурге и Москве:
Это дело было нелёгкое, так как большинство художников, к которым пришлось обращаться с просьбами, относились к выставке весьма скептически, пожалуй, даже с недоверием; — трепать свои картины, которые они так ценят, на какой-то Вологодской выставке, давать их почти неизвестному лицу без всяких шансов на продажу или хоть другой успех в смысле популярности — всё это многим из них очень мало улыбалось, и многие из них прямо-таки отказывали, а другие, которые и давали, то далеко не с большой охотой. 
Из жизни кружка. Воспоминания инж. А. Н. Белозерова. Временник. 1916 год
В 1906 году в составе экспедиции В. Я. Белобородова в Печорский край для изучения возможности добычи нефти. Экспедиция работала на территории Печорского уезда Архангельской губернии и Усть-Сысольского уезда Вологодской губернии; членами экспедиции были проведены исследования поверхностных выходов нефти по рекам Лыя-Иоль и Вежа-Вож с их притоками. В отчёте А. Н. Белозеров указывает, что им лично было обследовано: «таких естественных выходов на р. Ухта — 7, на р. Чуть — 3, на р. Нефть-Иоль — 2, на Половин-Иоль — 1, Ярега — 3, Лыя-Иоль — 5, Вежа-Вожь — 2».
После революции работал инженером в Вологде, разработал первые типовые проекты индивидуальных домов. В 1924—1925 году строительство таких домов преследовало цель улучшить качество городской архитектуры, упорядочить застройку и повысить коэффициент жилой площади зданий (с 40 % в самостоятельно спроектированных зданиях до 60 — 80 %).